# 平沼赳夫
平沼 赳夫（ひらぬま たけお、1939年〈昭和14年〉8月3日 - ）は、日本の政治家。
経済産業大臣（初代・第2代）、国際博覧会担当大臣（第2次森内閣・第2次森改造内閣（中央省庁再編前）・第2次森改造内閣（中央省庁再編後）・第1次小泉内閣・第1次小泉第1次改造内閣）、通商産業大臣（第64代）、運輸大臣（第70代）、新東京国際空港担当大臣（村山改造内閣）、大蔵政務次官（竹下内閣）、衆議院議院運営委員長、同農林水産委員長、同大蔵委員長、衆議院議員（12期）、次世代の党党首（初代）、日本維新の会国会議員団代表（第2代）、同代表代行（第2代）、太陽の党共同代表、たちあがれ日本代表（初代）を歴任した。養父は第35代内閣総理大臣で曾祖叔父の平沼騏一郎。

## 来歴

### 生い立ち
東京市渋谷区代々木大山町にて、中川恭四郎・節子夫妻の長男として生まれる。父・恭四郎は群馬県知事、特許庁長官などを歴任した内務官僚中川友次郎の四男で、農林中央金庫に勤めていた。その後、三井生命、学校経営、大協石油と職を変え、大協石油の特約店・朝日商販の社長となった。母・節子は早稲田大学総長を務めた平沼淑郎（平沼騏一郎の兄）の孫。
赳夫が2歳のとき、恭四郎・節子夫妻から曾祖叔父の騏一郎が、一家養子として迎えた。麻布中学校・高等学校を経て慶應義塾大学法学部法律学科を卒業。1962年（昭和37年）4月日東紡績に入社。配属先は硝子繊維営業部。

### 政界への進出

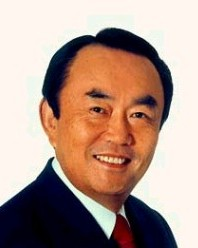
経済産業大臣時の肖像

佐藤栄作、中川一郎の秘書を経て、憲法改正を前面に掲げ1976年（昭和51年）の第34回衆議院議員総選挙、1979年（昭和54年）の第35回衆議院議員総選挙に立候補するが、連続して落選。
1980年（昭和55年）の第36回衆議院議員総選挙にて、旧岡山1区で自民党から立候補して初当選する。以後12回連続当選。この間石原慎太郎、亀井静香、中川昭一といった中川一郎に近い保守派の議員らと行動をともにする。
1995年（平成7年）、村山改造内閣で運輸大臣として初入閣。この時、村山内閣の閣僚として村山談話に署名した。その後も第2次森内閣で通商産業大臣に、中央省庁再編後にも改造内閣で初代経済産業大臣に就任した。第1次小泉内閣では、当初は小泉本人から自由民主党政務調査会長への就任要請を受けたが、派閥の領袖である江藤隆美に相談したところ反対を受け、結果として再び経済産業大臣に任命された。自民党では中川率いる自由革新同友会に所属し、中川の死後は石原らとともに清和会（福田赳夫→安倍晋太郎→三塚博派）へ合流した。清和会を離脱した亀井グループと中曽根康弘が率いていた旧渡辺派が合流し、志帥会が発足。名称は初代事務総長である平沼の命名による。なお、政治家の年金未納問題が注目された際に年金の未納が発覚している。
自民党では、小泉内閣後期、拉致問題や政治手法の違いから徐々に溝が生じ、2005年（平成17年）7月5日、郵政民営化法案の衆議院本会議採決で反対票を投じた。このため同年9月11日の第44回衆議院議員総選挙では自民党の公認を得られず、無所属で出馬。自民党公認の阿部俊子を破り、9回目の当選を果たした。特別国会の首班指名選挙では、小泉純一郎に投票したが、郵政法案の衆議院再採決では反対票を投じた。解散総選挙で自民党を非公認になり、無所属で当選した13人のうち再び反対票を投じたのは平沼一人であった（野呂田芳成は欠席）。

### 郵政民営化反対以降
郵政と選挙における行動によって、自民党から平沼に対して離党勧告処分が下った。ただ、法案に再び反対した平沼には除名処分が確実といわれていたが、首班指名選挙では小泉純一郎に投票したため離党勧告処分にとどまった（野呂田は首班指名選挙で国民新党代表の綿貫民輔（当時）に投票したため、除名処分となった）。
2006年（平成18年）10月以降に注目された郵政造反組復党問題では無所属造反議員の中心となり、自民党執行部との交渉役となっていたが、自民党幹事長の中川秀直（当時）から要求された復党条件に反発した。中川と平沼の交渉が注目され、2人がかつて同じ三塚派に所属していた時代の過去の確執も取り上げられた。結局、復党では誓約書にただ一人署名せず、他の11人の復党を先行させるかたわら自らの復党は見送る判断をした。
脳梗塞のため、12月から入院、同年2月22日退院した。その後も政界復帰へ向けて身体のリハビリを続け、同年5月10日に衆議院本会議に出席し、政治活動を再開した。
同年9月29日の読売新聞らマスコミの報道により、政治資金収支報告書の内訳が報じられ、平沼の集金力は亀井静香、中川秀直に次ぎ3番手であった。

### 真・保守政策研究会
12月4日、安倍内閣退陣以降停滞していた保守政治再建のための勉強会を立ち上げた。会長には中川昭一が就き、平沼は同会の最高顧問に就任した。また、11月28日に行われた同会の準備会合では東トルキスタンの人権活動家・ラビア・カーディルが招かれ、東トルキスタンにおける中国政府の弾圧・強制移住の実態などが話し合われた。12月17日には中川勉強会の正式名称が真・保守政策研究会（現・創生「日本」）に決定。
2008年（平成20年）2月18日、民主進歩党主席で中華民国総統の陳水扁（当時）から、日台友好に長年にわたって寄与した功績により「大綬景星勲章」を授与された。同年5月20日には、先の選挙で民進党を破り、新たに同国の総統に就任した中国国民党主席の馬英九の就任式に出席した。
5月、占領下の1949年（昭和24年）にGHQが出した、国公立の小中学生に靖国神社の参拝および宗教的施設への訪問禁止に対する通達について、質問主意書を送付した。これについて政府側は、「1952年（昭和27年）の主権回復に伴い、同通達は失効しており、小中学生の靖国神社訪問は問題はない」との回答を平沼側に行った。
2009年（平成21年）7月22日、都内のホテルで、保守系無所属の元衆議院議員や地方議員らでつくる「平沼グループ」の結成を発表。平沼は「新しい第三極」を目指しており、衆院選後に新党を結成する方針を明かした。また、総務大臣を辞任した鳩山邦夫や、自民党を離党した渡辺喜美らとの連携にも含みを持たせた。
8月30日に行われた第45回衆議院議員総選挙では、前回と同様、無所属で出馬（ただし、今回は、平沼を中心に保守系無所属の議員たちで平沼グループを結成した後に出馬している）。この時も自民党公認の阿部俊子と民主党公認新人候補者を破り、10回目の当選を果たした。

### 国益と国民の生活を守る会
9月15日には、平沼グループで当選した城内実・小泉龍司と共に「国益と国民の生活を守る会」を結成、独立の会派で活動することとなった。
12月2日、自民党岡山県連は平沼へ自民党への復党を要請した。県連幹部から復党要請に対し平沼は「同志とよく相談したい。拙速を避けてじっくりと考えたい」と述べ、復党に慎重な考えを示した。平沼は総選挙直後にも安倍や麻生太郎から、自民党への復党と2009年自由民主党総裁選挙への立候補を打診されたが、「自民党に戻れば、推薦人20人は集まるかもしれないが、総裁選に勝つことはできないだろう」としてこれを断った。
2010年（平成22年）1月16日、岡山県津山市で開かれた後援会新年会にて、次期参院選に向けた対応について「自民党としっかり連携していくとともに、新しい流れ、新しい政党をつくる」と述べ、参院選前に新党を結成する考えを明言し、自民党との連携も明言した。また、民主党政権について「自民党以上に金権体質を持っている。鳩山由紀夫首相は母親から12億円もらっておきながら知らなかったと平気で嘘をつく。小沢一郎幹事長も秘書が逮捕されても幹事長を続けている」「民主党は衆院で多数を取って、やりたい放題やっている。その上、参院で単独過半数を取ったら日本に全体主義が生まれる恐れがある。そうなったら日本はおしまいだ」と述べた。
3月19日、自民党幹事長の大島理森と会談した。会談で平沼は、次期参院選で地元の岡山県選挙区から出馬する自民党候補への支援を約束したとされる。実際、たちあがれ日本は第22回参議院議員通常選挙において岡山県選挙区の自民党新人候補に推薦を出している。
BNNプラス北海道365が2010年（平成22年）3月22日から3月28日の間に実施した「新党結成を期待する議員は誰ですか？」というアンケートで、全体の6割以上にあたる102票を獲得し、1位となった。

### たちあがれ日本
2010年（平成22年）4月10日、自民党を離党した与謝野馨、園田博之らとともに新たな保守新党『たちあがれ日本』を結成。平沼が同党の代表を務めることとなり、同時に衆議院会派「国益と国民の生活を守る会」を離脱した。
2010年（平成22年）4月17日、永住外国人への地方選挙権付与（日本における外国人参政権）に反対する集会に参加し、「（法案阻止のために）命を懸けて頑張る」と述べた。
2010年（平成22年）8月15日、みんなで靖国神社に参拝する国会議員の会のメンバーらと共に靖国神社に参拝した。
その後たちあがれ日本は、石原慎太郎が東京都知事の職を辞した際に新たな保守勢力の結集を目指して彼を迎え入れ、2012年（平成24年）11月13日「太陽の党」に党名変更（選挙法制上は「新党改革」のパターンを踏襲）。平沼は石原と共に共同代表となった。しかしその3日後に衆議院は解散。

### 日本維新の会
2012年11月17日、太陽の党はいわゆる第三極の結集を目指すため、日本維新の会と合併して解散することになった。衆議院の解散で国会議員は失職したものの、新たに国会議員団代表に就くことになった。
12月16日に行われた第46回衆議院議員総選挙では、日本維新の会公認で出馬。自民党公認の阿部俊子と民主党公認新人候補者を再び破り、11回目の当選を果たした。

### 次世代の党
2014年（平成26年）7月31日に日本維新の会が解党（分党）し、石原慎太郎を支持するグループは8月1日に次世代の党を結党した。平沼は党首に就任した。
12月14日に行われた第47回衆議院議員総選挙に出馬し、自民党公認の阿部俊子を破り、12回目の当選を果たした。しかし次世代の党の当選者は平沼と園田博之の2名にとどまった。

### 自民党に復党
2015年9月25日、園田と共に次世代の党を離党。両者の離党後に自民党岡山県連は党本部に対して復党願いを提出した。また、河村建夫や野田聖子なども同日に、平沼の復党要請書を谷垣禎一幹事長に提出した。10月2日、自民党党紀委員会は園田も含めて復党を承認し、正式に自民党へ復党した。
2017年9月22日、自身の高齢と脳梗塞での後遺症を理由に第48回衆議院議員総選挙に立候補せず、政界を引退する決意を固めたことが報道によって明らかとなった。自身の後継候補として、次男の平沼正二郎を擁立する方針であることも明らかとなった。10月6日、自民党は岡山3区での公認候補擁立を見送り、阿部俊子と平沼正二郎をいずれも無所属で出馬させ、当選した方を追加公認することを決定した。党岡山3区支部長の阿部は推薦にとどめた。10月22日に行われた第48回衆議院議員総選挙で次男の正二郎は阿部に敗れ落選した。2021年10月31日に実施された第49回衆議院議員総選挙にも無所属で出馬し、前回敗れた阿部に13,000票あまりの差を付けて初当選した（阿部は今回自民党公認候補であったため比例復活した）。

## 政策
- 「憲法改正」という言葉は使わず、必ず「自主憲法制定」という言葉を用いている[30]。
- 慰安婦問題については、「旧日本軍が慰安婦に対して性的搾取および強制的に動員した」という「性奴隷説」を「全くの事実無根」と否定、2007年6月14日のワシントンポストへの全面広告にも賛同者として名を連ねた。アメリカ合衆国下院121号決議可決後に記者会見を行い、改めて日米同盟の重要性と慰安婦問題に対する自己の主張を述べた。菅談話については、元首相の安倍晋三らと共に「断固反対」を表明し[31]、談話発表後は「（談話が出されたことについて）甚だ遺憾である」と抗議した[32][33]。ただし、村山内閣の閣僚として村山談話に署名した（内閣法第1条第2項）。

### 経済政策
- TPPに対して、「個人的には反対」参加すべきではないという立場を示した[34]。
- 経済政策は保守中道的傾向が強く、新自由主義・新保守主義経済政策には反対している。そのため、同じ次世代の党に所属する山田宏や桜内文城などとは経済政策の方向性が異なっている（山田や桜内は小さな政府を目指すべきとしている[35][36]）。小渕恵三内閣時代（2000年（平成12年）3月）にアメリカの企業再生ファンド・リップルウッドに日本長期信用銀行が売却された経緯や、小泉政権下でおこなわれた郵政民営化、建築基準法改正、司法制度改革について、「アメリカからの年次改革要望書に沿ったもの」と主張している[37][38]。ただし、同じ志帥会に所属する松岡利勝について、郵政民営化への是非を巡り対応が分かれたものの、晩年に農業自由化推進論者へ転じた松岡の姿勢を高く評価した[39]。

### 外国人参政権・人権擁護法案・外国人住民基本法案
- 外国人地方参政権に反対。「永住外国人地方参政権付与は憲法違反」との認識を示している[40]。2010年（平成22年）4月17日には、東京・日本武道館で開かれた永住外国人への地方選挙権付与に反対する国民集会に参加した[21]。
- 人権擁護法案（人権侵害救済法案）に反対。反対理由は、人権侵害の定義が曖昧、拡大解釈が可能、人権委員に令状なしで立ち入り捜索や押収などの強力な調査権を与え、強力なメディア規制条項を備えており、治安維持法化する危険性と問題を持っているためで、真の人権擁護を考える懇談会の会長を務める。また、外国人住民基本法案にも逸早く反対の姿勢を示している[41]。

### 選択的夫婦別姓制度
- 選択的夫婦別姓制度導入に反対[42][43][44][45][46][47]。

## 発言
- 「日本国債の格付けはボツワナ国債よりも下。ボツワナ国民の半分くらいはエイズ患者。」などと発言[48]。
- 行政刷新会議が実施した事業仕分けを批判し、仕分け人の一人であった民主党参議院議員の蓮舫が次世代スーパーコンピュータ開発費について「世界一にする理由は何か？  2位じゃダメか？」と発言したことについて、「言った本人は元々日本人じゃない」「キャンペーンガールだった女性が帰化して日本の国会議員になって、事業仕分けでそんなことを言っている。そんな政治でいいのか」と発言した[49]。平沼は発言の意図について、「テレビ受けするセンセーショナルな政治は駄目だということ。彼女は日本国籍を取っており人種差別ではない」などと釈明している[50][49]。

## 不祥事
- 政治家の年金未納問題が注目された際に年金の未納が発覚している[51]。

## エピソード
- 2014年の第186回国会において、大臣、副大臣、政務官、補佐官、議長、副議長、委員長のいずれの要職にもついていなかったのみならず、質問、議員立法、質問主意書提出のいずれもなかったことが指摘された[52][53]。
- 新宗教である生長の家の聖典の一つである、『生命の實相』を愛読書とする[54]。「私は母から薦められた谷口雅春先生の『生命の實相』によって唯物思想から脱却した」などと述べており、生長の家本流運動諸派の一つ『谷口雅春先生を学ぶ会』[55]の支持を受けた。
- 皇位継承問題では女系天皇を容認する皇室典範改正に反対していて、日本会議国会議員懇談会会長として反対の論陣を張る。同典範改正問題では皇室典範に関する有識者会議に皇室の専門家は一人も含まれていないこと、国会での審議時間が実質2日程度であること、また同有識者会議のメンバーの一人である岩男寿美子が寬仁親王に対し不敬とも受け取れる発言をしたことなどを問題視、激しい批判を加えている。天皇と習近平の特例会見問題では、創生「日本」（平沼は同会の最高顧問）や日本会議国会議員懇談会の会長として「会見を中止すべき[56]」「小沢氏の強権で認めたことが明らかになってきた。国民各界各層が反対を表明しないといけない」と民主党政権を批判し、天皇の訪韓にも反対するとした[57]。
- 2010年（平成22年）にロシアが北方領土の択捉島で軍事演習をした際は、ロシアに抗議する旨の声明を公式ホームページにて発表した[58]。
- 日中国会議員書画展へ書画を提供している[59]。
- 身長175cm、体重75kg、血液型はA型[60]。

## 選挙歴
| 当落 | 選挙                   | 執行日         | 年齢 | 選挙区    | 政党         | 得票数     | 得票率 | 定数 | 得票順位 /候補者数 | 政党内比例順位 /政党当選者数 |
| ---- | ---------------------- | -------------- | ---- | --------- | ------------ | ---------- | ------ | ---- | ------------------ | ---------------------------- |
| 落   | 第34回衆議院議員総選挙 | 1976年12月05日 | 37   | 旧岡山1区 | 無所属       | 1万7080票  | 3.68%  | 5    | 9/9                | /                            |
| 落   | 第35回衆議院議員総選挙 | 1979年10月07日 | 40   | 旧岡山1区 | 自由民主党   | 4万5584票  | 9.60%  | 5    | 7/10               | /                            |
| 当   | 第36回衆議院議員総選挙 | 1980年06月22日 | 40   | 旧岡山1区 | 自由民主党   | 8万6850票  | 17.39% | 5    | 1/9                | /                            |
| 当   | 第37回衆議院議員総選挙 | 1983年12月18日 | 44   | 旧岡山1区 | 自由民主党   | 6万3898票  | 13.16% | 5    | 5/7                | /                            |
| 当   | 第38回衆議院議員総選挙 | 1986年07月06日 | 46   | 旧岡山1区 | 自由民主党   | 7万2673票  | 14.23% | 5    | 4/7                | /                            |
| 当   | 第39回衆議院議員総選挙 | 1990年02月18日 | 50   | 旧岡山1区 | 自由民主党   | 8万5648票  | 16.16% | 5    | 4/8                | /                            |
| 当   | 第40回衆議院議員総選挙 | 1993年07月18日 | 53   | 旧岡山1区 | 自由民主党   | 7万5521票  | 14.91% | 5    | 3/8                | /                            |
| 当   | 第41回衆議院議員総選挙 | 1996年10月20日 | 57   | 岡山3区   | 自由民主党   | 13万101票  | 65.32% | 1    | 1/3                | /                            |
| 当   | 第42回衆議院議員総選挙 | 2000年06月25日 | 60   | 岡山3区   | 自由民主党   | 12万6003票 | 64.07% | 1    | 1/3                | /                            |
| 当   | 第43回衆議院議員総選挙 | 2003年11月09日 | 64   | 岡山3区   | 自由民主党   | 12万5949票 | 67.27% | 1    | 1/3                | /                            |
| 当   | 第44回衆議院議員総選挙 | 2005年09月11日 | 66   | 岡山3区   | 無所属       | 9万9931票  | 48.97% | 1    | 1/4                | /                            |
| 当   | 第45回衆議院議員総選挙 | 2009年08月30日 | 70   | 岡山3区   | 無所属       | 9万5871票  | 46.61% | 1    | 1/4                | /                            |
| 当   | 第46回衆議院議員総選挙 | 2012年12月16日 | 73   | 岡山3区   | 日本維新の会 | 7万3752票  | 44.77% | 1    | 1/4                | /                            |
| 当   | 第47回衆議院議員総選挙 | 2014年12月14日 | 75   | 岡山3区   | 次世代の党   | 7万3852票  | 49.18% | 1    | 1/3                | /                            |

## 主な所属団体・議員連盟
- 創生「日本」（最高顧問）[61]
- 日本の領土を守るため行動する議員連盟（最高顧問）[62]
- 日本会議国会議員懇談会（会長）[63]
- 真の人権擁護を考える懇談会（会長）[64]
- 神道政治連盟国会議員懇談会[65]
- 地下式原子力発電所政策推進議員連盟（会長）[66]
- 天皇陛下御即位二十年奉祝国会議員連盟（常任幹事・実行委員長）[67]
- みんなで靖国神社に参拝する国会議員の会[68]
- 財団法人岡山県遺族連盟（顧問）[69]
- 北朝鮮に拉致された日本人を早期に救出するために行動する議員連盟（拉致議連）（会長）[64]
- 国語を考える国会議員懇談会（会長）[70]
- 中国の抗日記念館から不当な写真の撤廃を求める国会議員の会（会長）[71]
- 公益財団法人無窮会（理事長）[72]
- 日華議員懇談会（会長）[13]
- 日本クルド友好議員連盟（顧問）[73]

## 略年譜
- 1939年（昭和14年）
  - 8月3日 - 東京市渋谷区代々木大山町に生まれた。現在の本籍は岡山県岡山市[74]
- 1952年（昭和27年）
  - 渋谷区立西原小学校卒業
- 1955年（昭和30年）
  - 麻布中学校卒業
- 1958年（昭和33年）
  - 麻布高等学校卒業
- 1962年（昭和37年）
  - 慶應義塾大学法学部法律学科を卒業、日東紡績株式会社に入社
- 1973年（昭和48年）
  - 3月 - 同社退社
- 1978年（昭和53年）
  - 12月 - 中川一郎秘書（ - 1980年6月）
- 1980年（昭和55年）
  - 6月 - 当時の岡山1区より出馬し衆議院に初当選
- 1988年（昭和63年）
  - 12月 - 大蔵政務次官に就任
- 1995年（平成7年）
  - 8月 - 運輸大臣に就任
- 2000年（平成12年）
  - 7月 - 通商産業大臣に就任
- 2001年（平成13年）
  - 1月 - 経済産業大臣に就任
- 2010年（平成22年）
  - 4月 - たちあがれ日本を結成し代表に就任
- 2012年（平成24年）
  - 11月13日 - たちあがれ日本を「太陽の党」に改組、代表職は留任
  - 11月17日 - 太陽の党解散・日本維新の会に合流、国会議員団代表に就任
- 2014年（平成26年）
  - 8月 - 日本維新の会から同志8人と共に独立、次世代の党を結成、党首
- 2015年（平成27年）
  - 9月25日 - 次世代の党を園田博之と共に離党、自民党に復党
- 2018年（平成30年）
  - 11月 - 旭日大綬章を受章[75]。

## 家族・親族

### 平沼家
（岡山県津山市・岡山市、東京都）
平沼家は江戸時代、津山藩士として松平家に仕えた武士の家系だった。平沼家について『日本現今人名辞典』（明治三三年）によれば、「…其先詳ならず八代の祖織右衛門延良駿府與力たり弓術に長ず享保中津山藩の士籍に列す」とある。
明治維新後には平沼家は士族に列していたが、平沼騏一郎の勲功により大正期に華族の男爵家に列した
- 曽祖父・平沼淑郎（学者・第三代早稲田大学学長）
- 祖父・中川友次郎（官僚・元群馬県知事）、飯田包亮（軍人）
- 養父・平沼騏一郎（官僚・第35代内閣総理大臣）（曾祖叔父）
- 実父・平沼恭四郎（実業家）
- 母・節子（山口県士族飯田信臣養子包亮の娘、平沼淑郎の孫娘）
- 義父・徳川慶光（江戸幕府15代将軍徳川慶喜孫）
- 妻・眞佐子（東京、徳川慶光娘）[9]
- 長女・廣子(1968年11月18日生[78])正二郎の第二秘書[79]。
- 長男・慶一郎(1970年7月31日生[78])
- 次男[80]・平沼正二郎
- 義弟・徳川慶朝（写真家、眞佐子夫人の弟）

妻・眞佐子は征夷大将軍・徳川慶喜の曾孫。徳川斉昭や徳川慶篤、高松宮宣仁親王、昭和天皇、秩父宮雍仁親王は親戚。

## 系譜
```
　　　　　飯田信臣……飯田包亮
　　　　　　　　　　　　┃
　　　　　　　　　　　　┣━━節子
　　　　　　　　　　　　┃　　　┃
　　　　┏平沼淑郎━━廣女　　　┃       筧正夫
　　　　┃　　　　　　　　　　　┃　　　　┃
　　　　┃　　　　　　　　　　　┃　　　┏宣子
平沼晋━┫　　　　　　　　　　　┣━━━┫
　　　　┃　　　　　　　　　　　┃　　　┗平沼赳夫
　　　　┃　　　　　　　　　　　┃　　　　　┃
　　　　┣平沼騏一郎…┏━平沼恭四郎　　　　┃
　　　　┃　　　　　　┃　（中川）　　　　　┃
　　　　┗藝子　　　　┃　　　　　　　　　　┃　　　┏男
　　　　　　　　　　　┃　　　　　　　　　　┃　　　┃
　　　　中川友次郎　　┃　　　　　　　　　　┣━━━╋女
　　　　　　┣━━━━┛　　　　　　　　　　┃　　　┃
　　　　　貞以　　　　　　　　　　　　　　　┃　　　┗正二郎
　　　　　　　　　　　　　　　　　　　　　　┃
　　　　　　　　　　　　　　　　　　　　　　┃
（15代将軍）　　　　　　　　　　　　　　　　┃
　徳川慶喜━━徳川慶久━┳徳川慶光━━━┳真佐子
　　　　　　　　　　　　┃　　　　　　　┃
　　　　　　　　　　　　┗喜久子　　　　┗徳川慶朝
　　　　　　　　　　　　　　┃
　　　　　　　　　　　┏━高松宮宣仁親王
　　　　　　大正天皇━┫
　　　　　　　　　　　┗━昭和天皇━━━━明仁上皇
```

## TV出演
- 西部邁ゼミナール（TOKYO MX）

| タイトル                                       | 放送日         |
| ---------------------------------------------- | -------------- |
| 構造改革の欺瞞と友愛政治の偽善を正せ           | 2009年8月1日   |
| 保守政治の未来、日本国家の近未来をどうするのか | 2009年8月8日   |
| 如何にせん保守政治【前編】                     | 2009年12月31日 |
| 如何にせん保守政治【後編】                     | 2009年12月31日 |

## 著書
- 『犬養毅』山陽図書出版、1975年7月20日。
- 『明日に賭ける 若き代議士の思索と感慨』（岡山日報社、1982年 ASIN B000J4PQ60）
- 『国を憂えて : 国家基本問題同志会とは何か』岡山日報社、1988年2月10日。
- 『父のこと』（岡山日報社、1992年）
- 『新国家論 まっとうな日本を創るために』（中央公論新社、2005年 ISBN 4120036553）
- 『日本の正道』（PHP研究所、2007年 ISBN 4569692915）
- 『政治武士道』（PHP研究所、2007年 ISBN 4569693067）
- 『福沢諭吉の日本皇室論』（島津書房、2008年 ISBN 4882181312）
- 『「国力」会議』（祥伝社、2008年 ISBN 4396613075）
- 『反日記念館』（展転社、2009年 ISBN 4886563325）
- 『七人の政治家の七つの大罪』（講談社、2009年 ISBN 4062154048）
- 『リベラルが日本を潰す 保守新生』（宝島社、2010年 ISBN 4796675965）
- 『真の保守だけが日本を救う』（講談社、2010年 ISBN 406216227X）
- 『今、日本があぶない。立ち上がれ、日本!』（講談社、2010年 ISBN 4062163608）
- 『平沼赳夫の本懐』（光明思想社、2010年 ISBN 4904414098）
- 『偉大なる日本をめざせ!』（宝島社、2012年 ISBN 4796696849）
- （岡崎久彦・蔡焜燦・遠藤浩一・藍川由美・福田逸・高島俊男・桶谷秀昭・稲田朋美・鷲尾英一郎・小堀桂一郎・笹原宏之・松本徹・市村真一・早川聞多・土田龍太郎・山谷えり子・石川忠久・平沼赳夫・田中英道・井上雅夫）『今昔秀歌百撰』（コンジヤクシウカヒヤクセン）不出售（フシユツシウ）（特定非営利活動法人文字文化協會、2012年 ISBN 978-49905312-25）
- 『平沼赳夫の言わねばなるまい』（エディスタ、2013年 ASIN B00DSEOBR8）

## 関連人物
- 賀屋興宣[81][82]
- 中川一郎[83]